# Hana Soukupová
Hana Soukupová (* 18. prosince 1985, Karlovy Vary) je česká supermodelka. V roce 2001 zvítězila v soutěži Topmodelka 3. tisíciletí, díky čemuž získala výhodnou smlouvu s agenturou Company models.
K roku 2008 patřila mezi deset nejžádanějších topmodelek na světě. Dosud působila v kampaních značek Gucci, Dior, Max Mara a byla hlavní tváří značky Versace. Byla na titulní straně časopisů Vogue a Vanity Fair a předváděla pro módní domy Yves Saint-Laurent, Dolce & Gabana a Escada. V letech 2006-2007 se objevila na přehlídce Victoria's Secret. Měří 181 centimetrů a její míry jsou 84-60-88. V roce 2006 se provdala za Drewa Aarona. Do manželství se narodili syn Finn (nar. 2013) a dcery Ella (nar. 2016) a Stella (nar. 2020). V roce 2024 se rozvedli.